# Kusel
Kusel är en stad i Landkreis Kusel i det tyska förbundslandet Rheinland-Pfalz. Kusel, som för första gången nämns i ett dokument från år 850, har cirka 6 100 invånare. Kommunen Bledesbach uppgick i Kusel 17 mars 1974.
Kommunen ingår i kommunalförbundet Verbandsgemeinde Kusel-Altenglan tillsammans med ytterligare 33 kommuner.

## Administrativ indelning
Kusel består av tre Stadtteile.
- Kernstadt Kusel
- Diedelkopf
- Bledesbach